# 地理学

罗宾森投影的2016年地球地圖

地理學（英語：geography）是探索地球及其特徵、居民和現象的學問，研究地球表層各圈層相互作用關係，及其空間差異與變化過程的學科體系。

## 词源
英語geography一詞源自古希臘語（羅馬化：geografía），由geo-（意為“大地”）和（意為“寫”）組成，字面意思為“對大地的描述”。最早使用geography的是埃拉托斯特尼（Eratosthenes），他用此詞表示研究地表景物的學問。
中國古代地理學稱「輿地」或「輿地學」，「地理」則是指山川方域的地勢、外貌。最早的地理书籍有《禹贡》、《山海经》等。中文的「地理」一詞最早見於《易经·繫辭》：「仰以觀於天文，俯以察於地理」。日本在明治維新後，將英語geography一詞譯為「地理」，之後該譯法傳入中國。1902年，光緒皇帝接受吏部尚書張百熙建議，頒佈《欽定學堂章程》，故一般小學課目有史學、輿地二項。1903年，張百熙派吳汝綸赴日本考察教育後，負責教育改革的張百熙、張之洞、榮慶向皇帝建議重訂學堂章程。在重訂章程後，一般小學依日本語改稱初等小學，而史學、輿地二科，則改稱歷史、地理。之後，地理一詞作為geography對應的翻譯，在中國廣泛流傳。

## 研究範疇
古代的地理学主要探索测量地球形状、大小的方法，描述已知的国家和地区。傳統上，地理學有四個基本的研究範疇：
- 自然及人文現象的空間分析，研究事、物的分佈。
- 區域研究（area studies），鑽研某地方或區域，並與他者比較異同。
- 人地關係（man-land relationship）研究，探討自然現象與人相互的影響。
- 地球科學，以自然科學角度探索地球。

相比之下，現代地理學則是涵蓋多重學科的大學問。歷經科學化的辯證和計量革命，並與各門哲學思想對話後，現代地理學主張理解空間、人類及自然的複雜性（complexity）──不僅僅只是「知其然」，而要做到「知其所以然」。
一般認為，地理學家與地圖學家同屬，都是研究地名與數字。雖然許多地理學家都有地名學及地圖學訓練，但兩者都不是地理學的主旨。地理學家研究現象、過程、特徵以及人類和自然環境的相互關係，之於空間及時間上的分佈。空間及時間涉及的主題包羅萬有，例如氣候、生態、經濟，故地理學是一門跨學科的學問。
| “                                   | 僅僅地方名稱……並不是地理學……在心裡記住整本地名詞典並不會令任何人成為一個地理學家。地理學有更遠大的目標：地理學尋求把現象歸類（究竟較接近自然世界還是政治世界，與及在現今對後者會有何作用）、比較、歸納、由結果追溯至原因，從而追溯出自然的定律及表明其對人類的影響。她是一個'對世界的描寫'—這就是地理學。總括來說地理學是一門科學—一個不僅僅是名稱而是包含論點與推理，原因及結果。 | ” |
| ——威廉·休斯（William Hughes）1863年 | |   |

地理學可略分為二：自然地理學及人文地理學。自然地理學著眼自然環境，如地形的形成過程、有關氣候、土壤、水、生態、植被等的各種現象及其相互關係。人文地理學則著眼人造環境，例如人類如何開拓、管理和看待空間。自然與人的關係難解難分，故此立環境地理學，旨在基於自然地理學與人文地理學的研究成果，分析自然與人的相互關係，並提出人類適應、改造自然，以切合自身永續發展。

## 分支

### 自然地理学
自然地理學屬自然科學，專門探索大自然（岩石圈、大氣圈、水文圈、生物圈）的變化模式，可分類為以下範疇：

生物地理學 及景观生态学
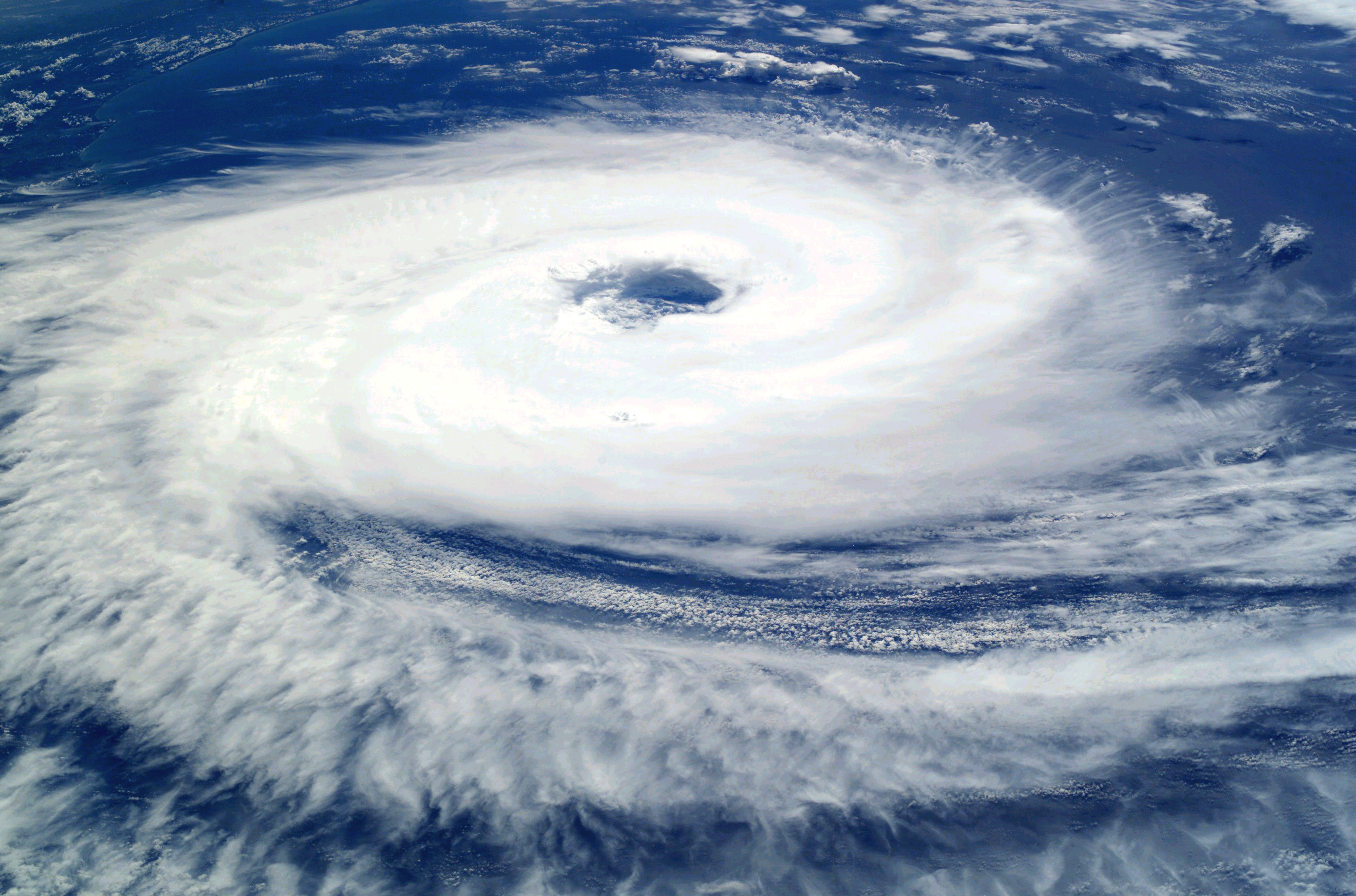
氣候學及
史前氣候學（英语：Paleoclimatology）
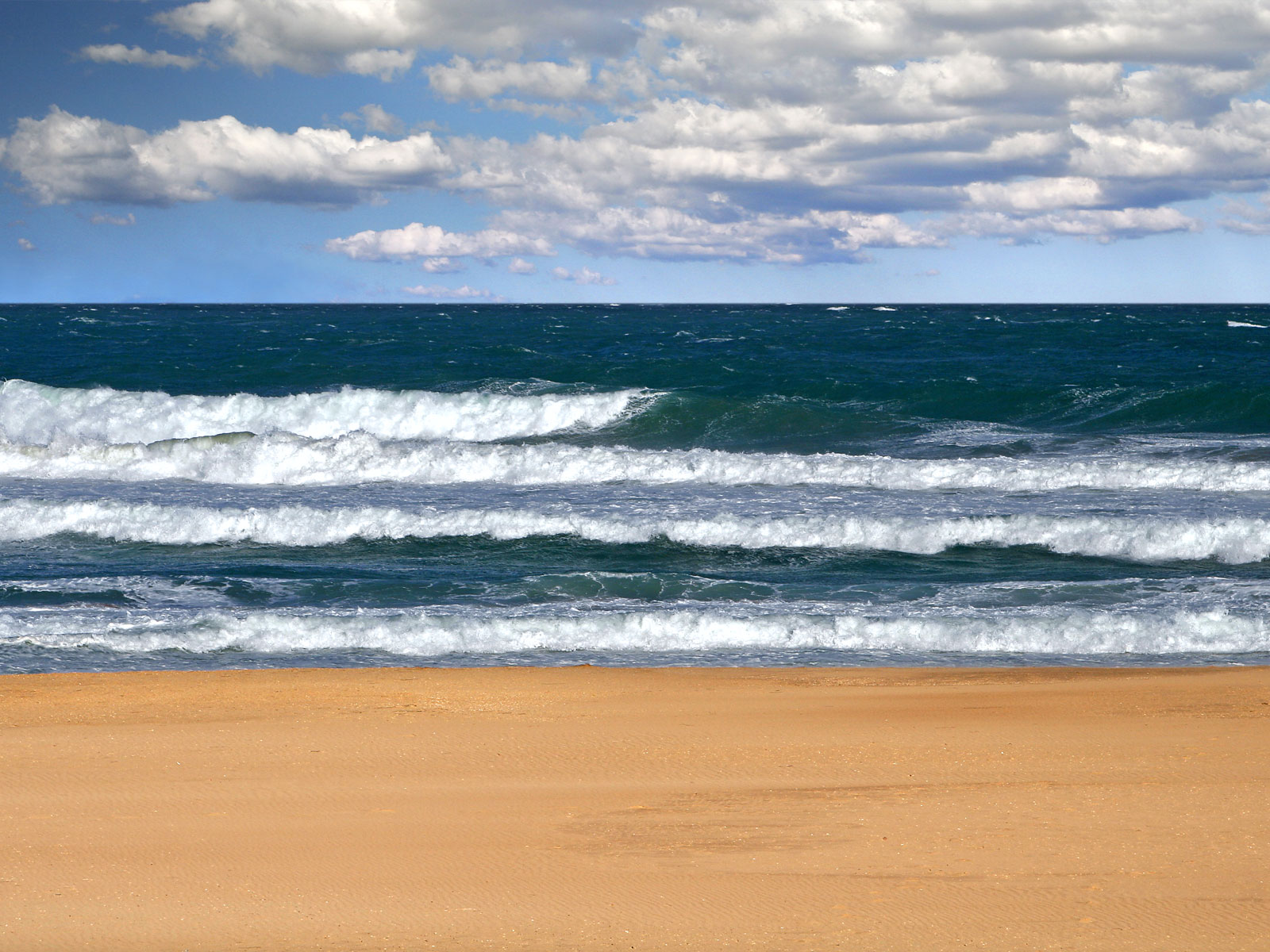
海洋學及
海岸地理學（英语：Coastal geography）
环境地理学 及環境管理
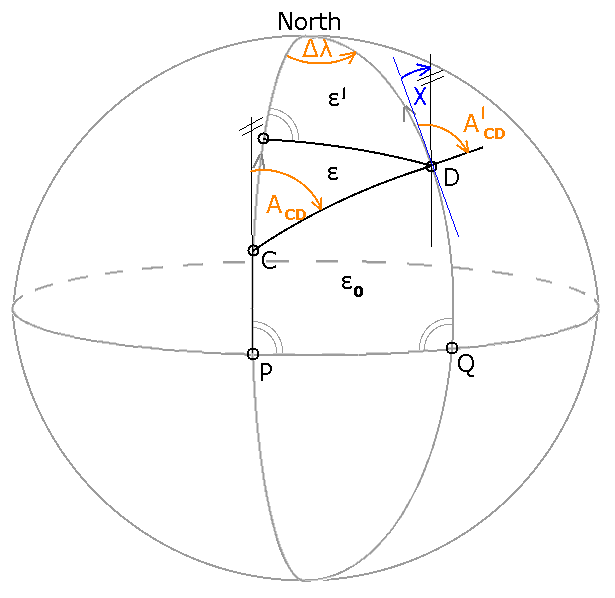
大地測量學
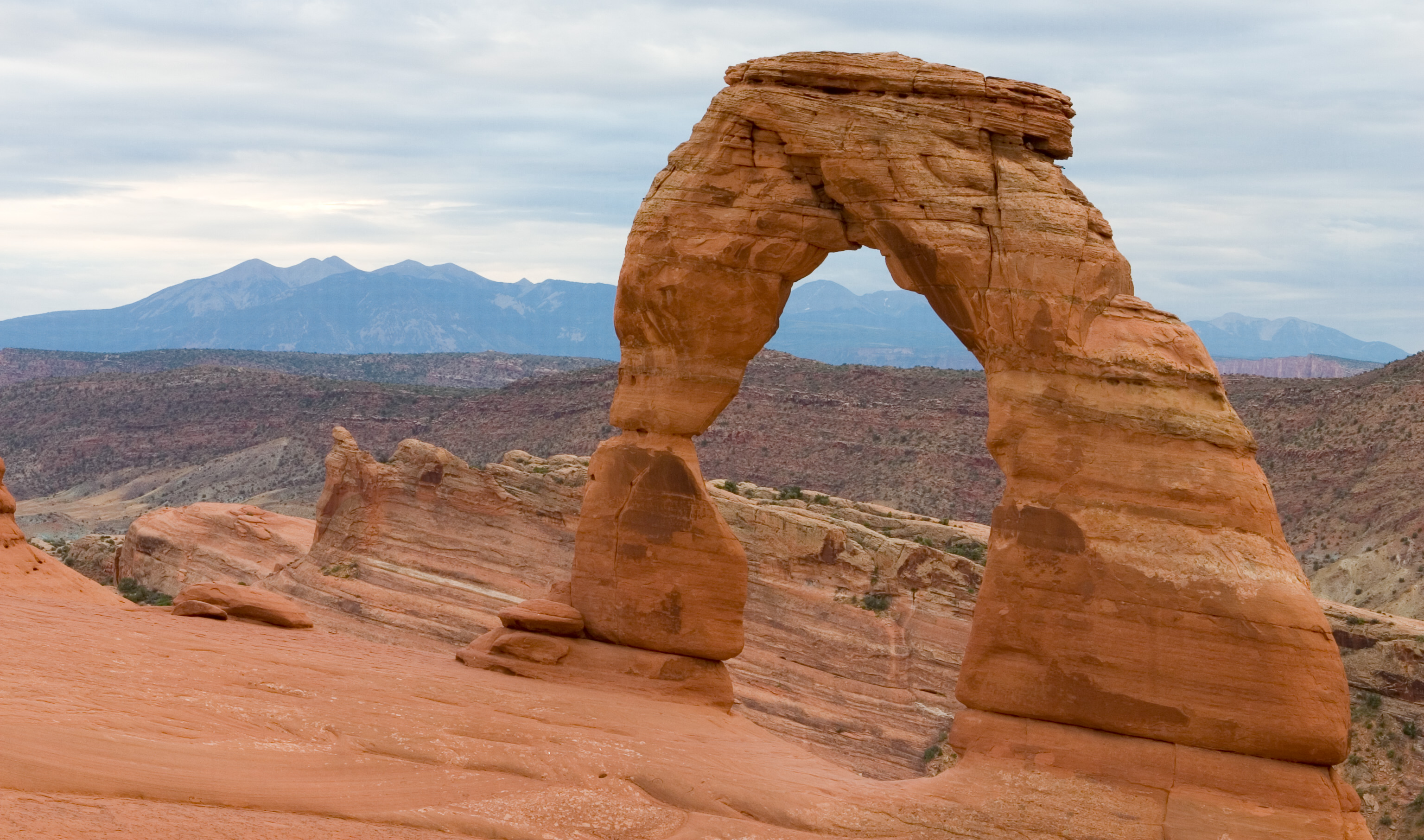
地形學
古地理學
及第四紀科學（英语：Quaternary science）
水文学及 水文地理学
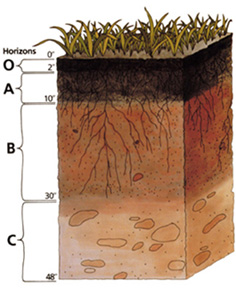
土壤学及土壤地理学
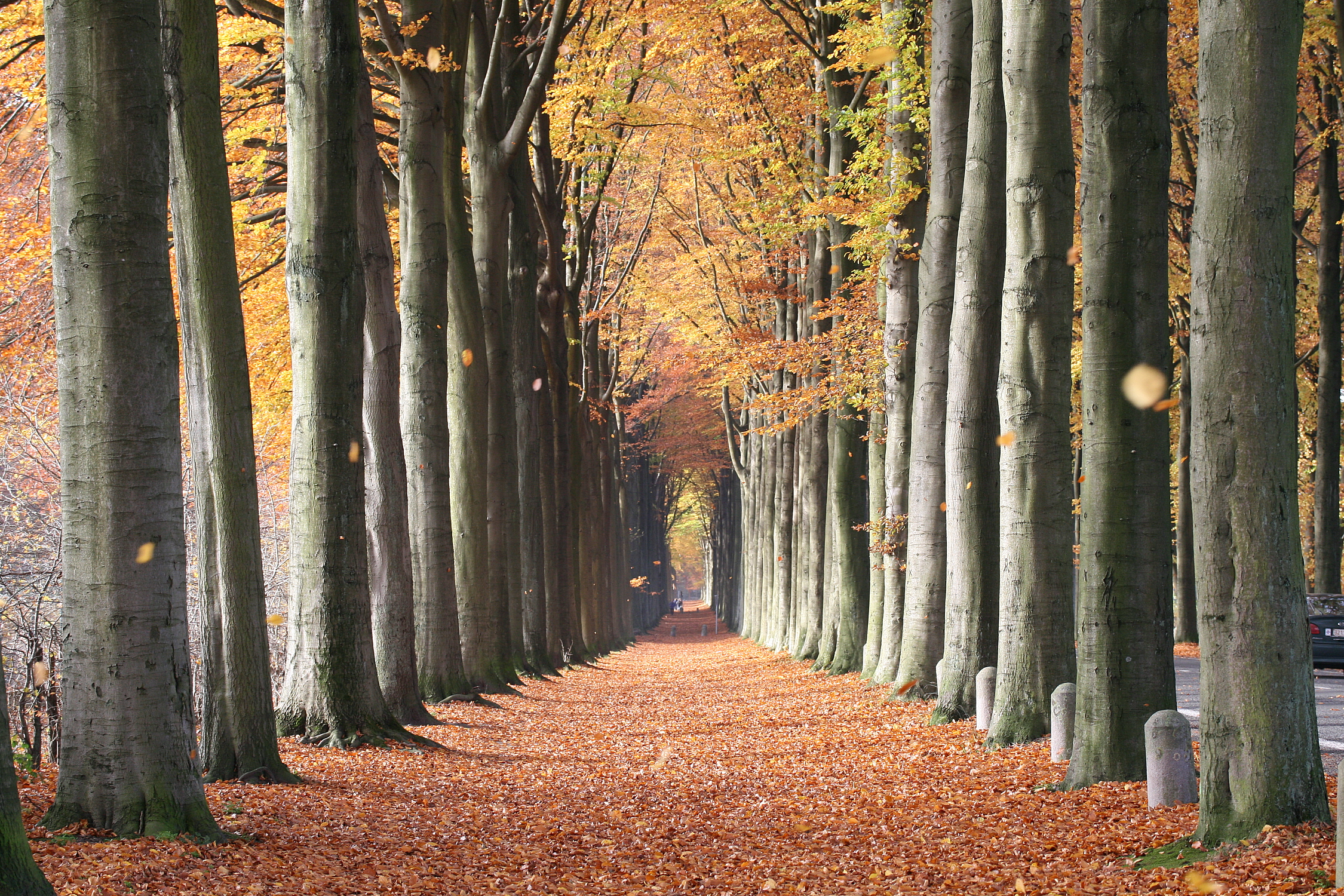
物候學
冰川学及冻土学
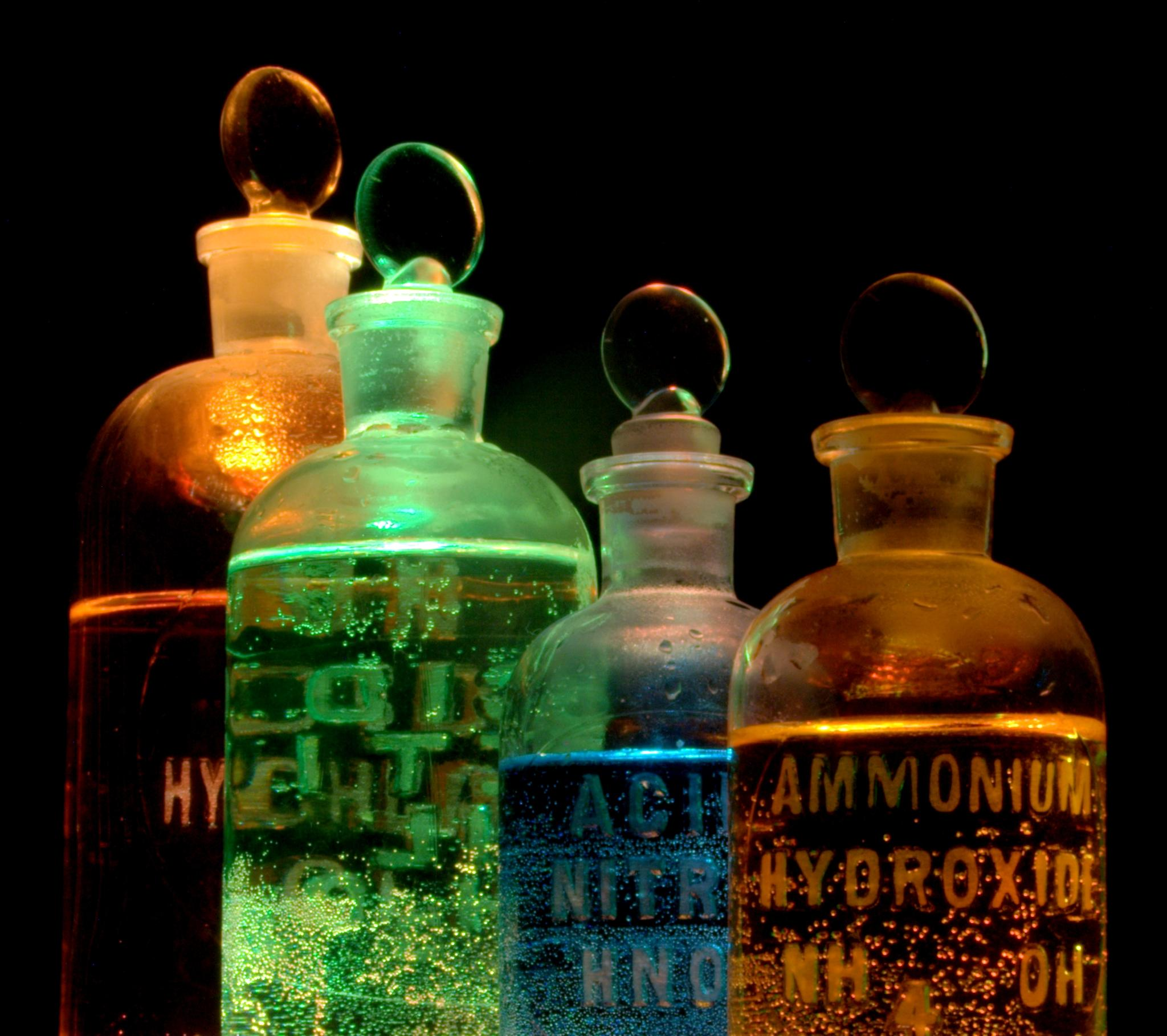
化学地理学
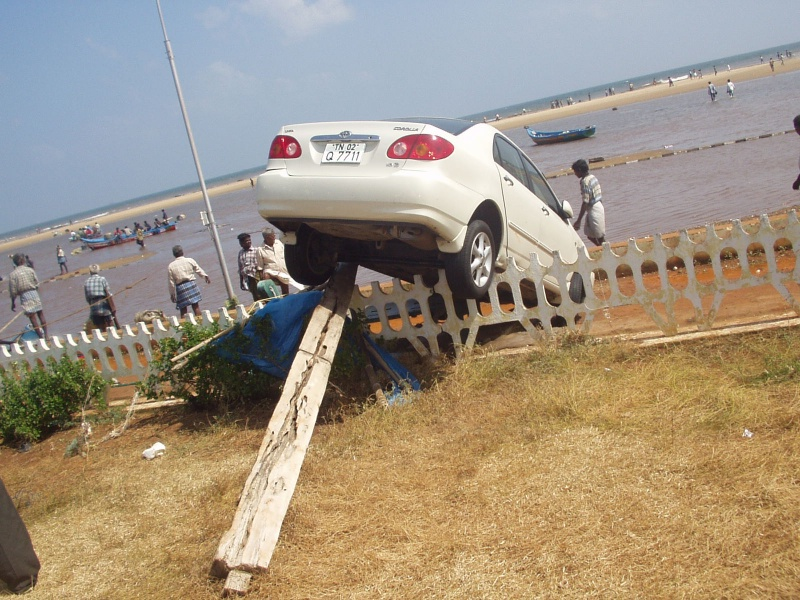
地震学及火山学

### 人文地理学
人文地理學則探討人與環境的相互影響，研究人與社區、文化、經濟的關係，故可歸社會科學一類。雖然人文地理學的少有談及地貌（見自然地理學），可是人類活動確為山川地貌、區域氣候左右（如荒漠不宜耕作）。故此，討論人文地理學時並不可漠視地貌氣候等自然因素，環境地理學正好連繫兩者。人文地理學可分下列範疇（詳見人文地理學）：

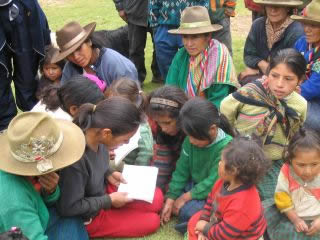
社會文化地理學 （文化地理學及社會地理學）
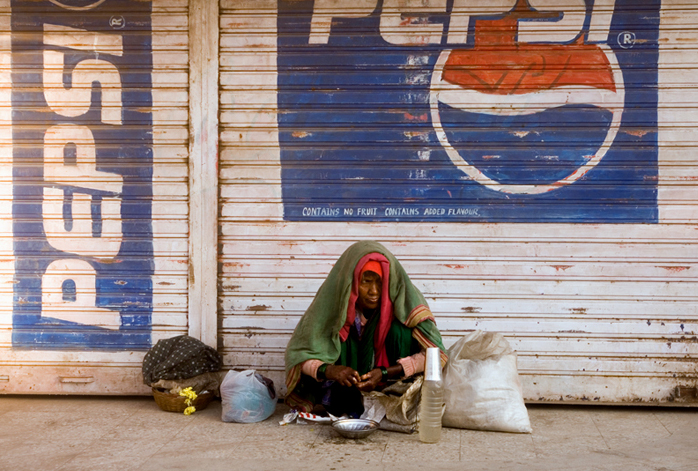
發展地理學
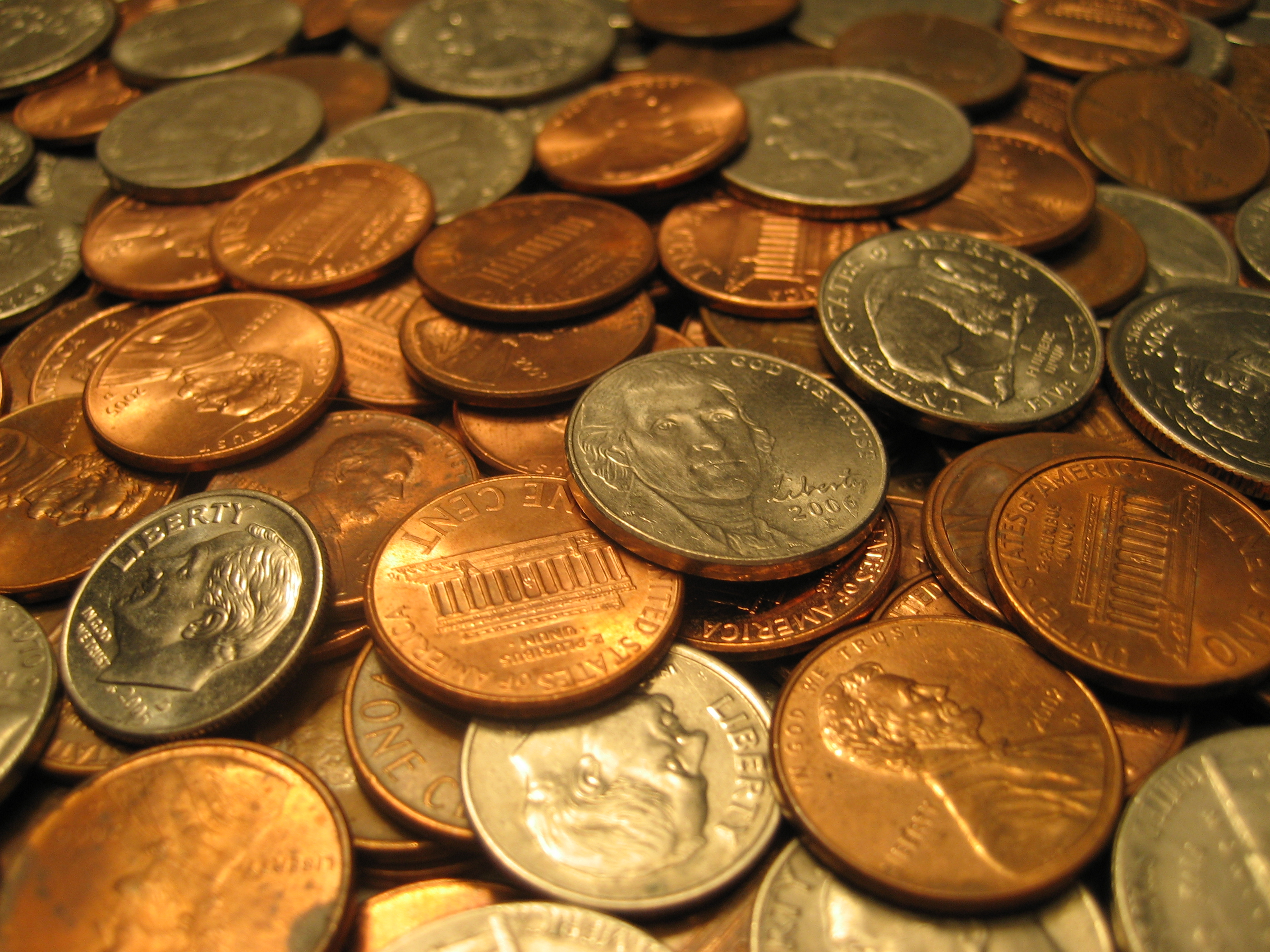
經濟地理學 及商業地理學
醫學地理學
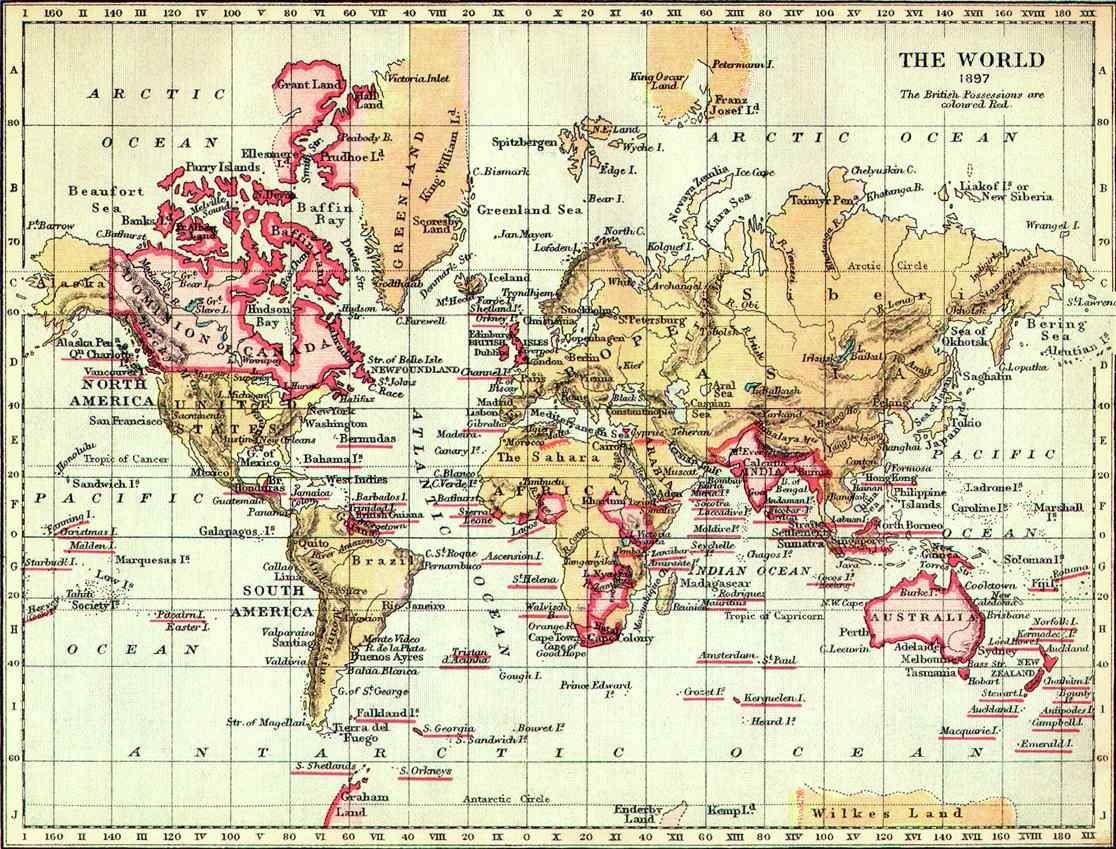
歷史地理學 及時間地理學
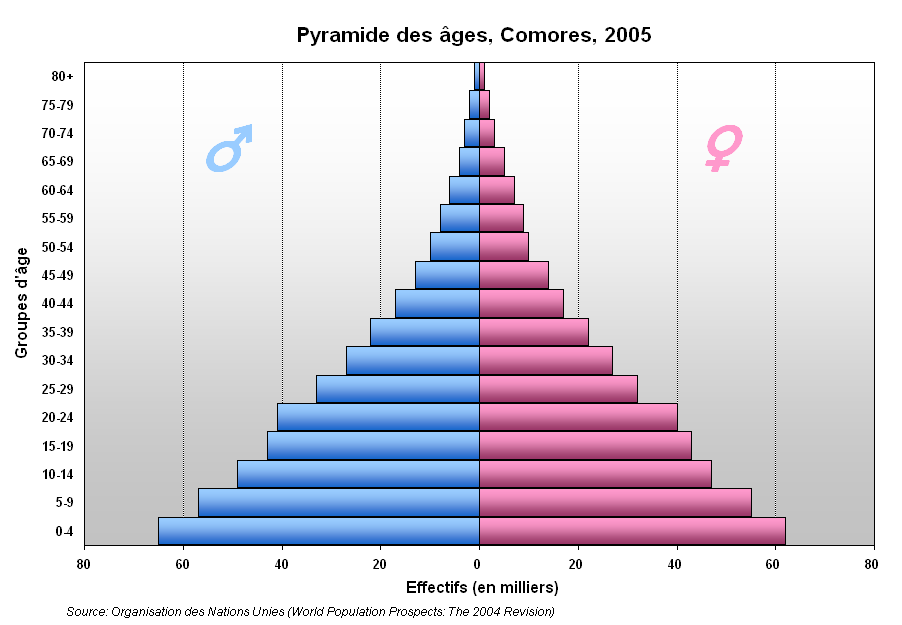
人口地理學 及人口學
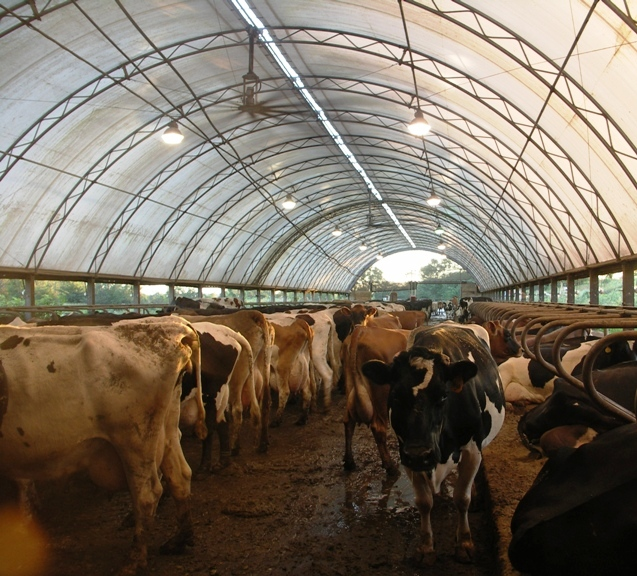
工業地理學 及农業地理學
宗教地理學
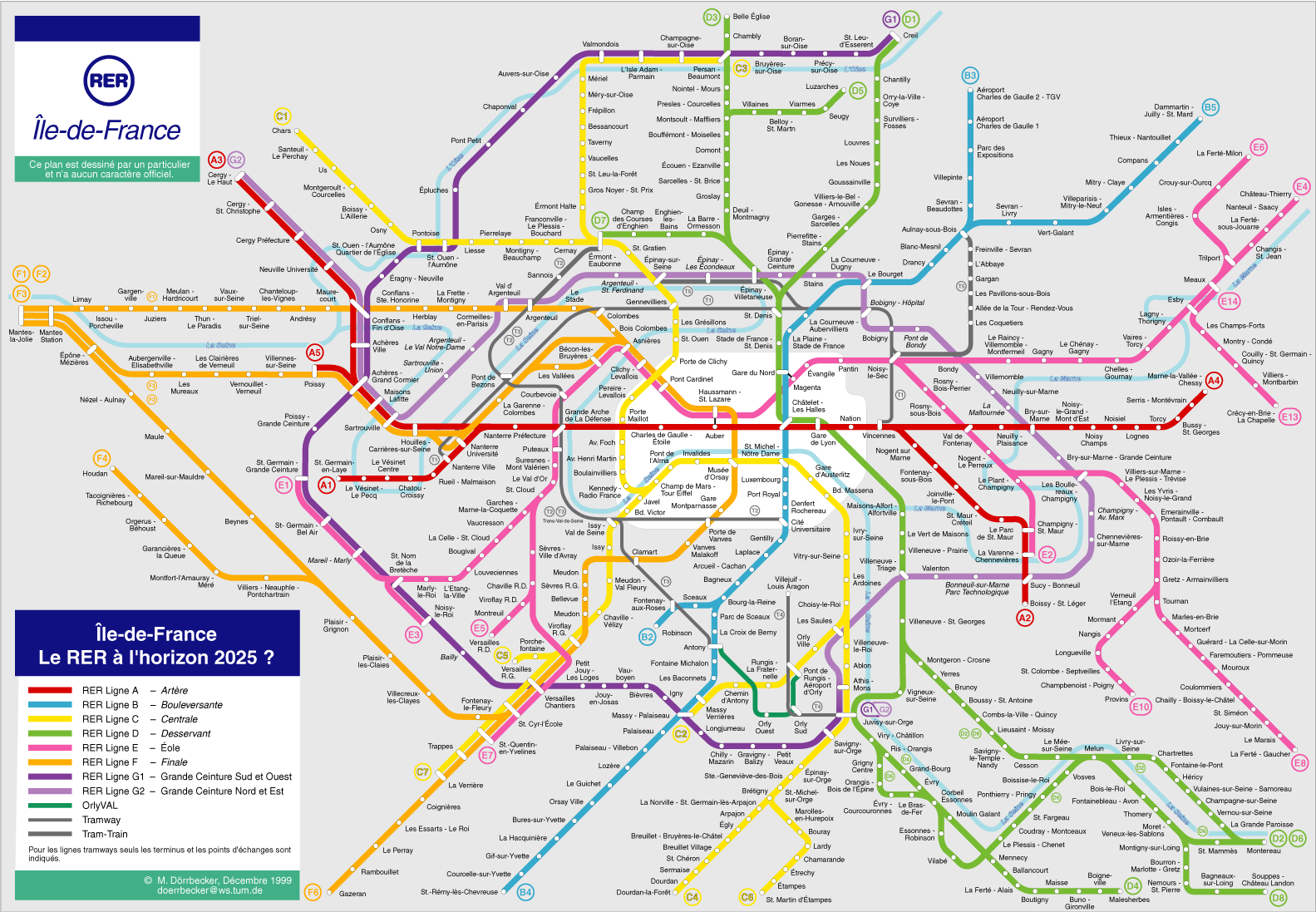
交通地理學
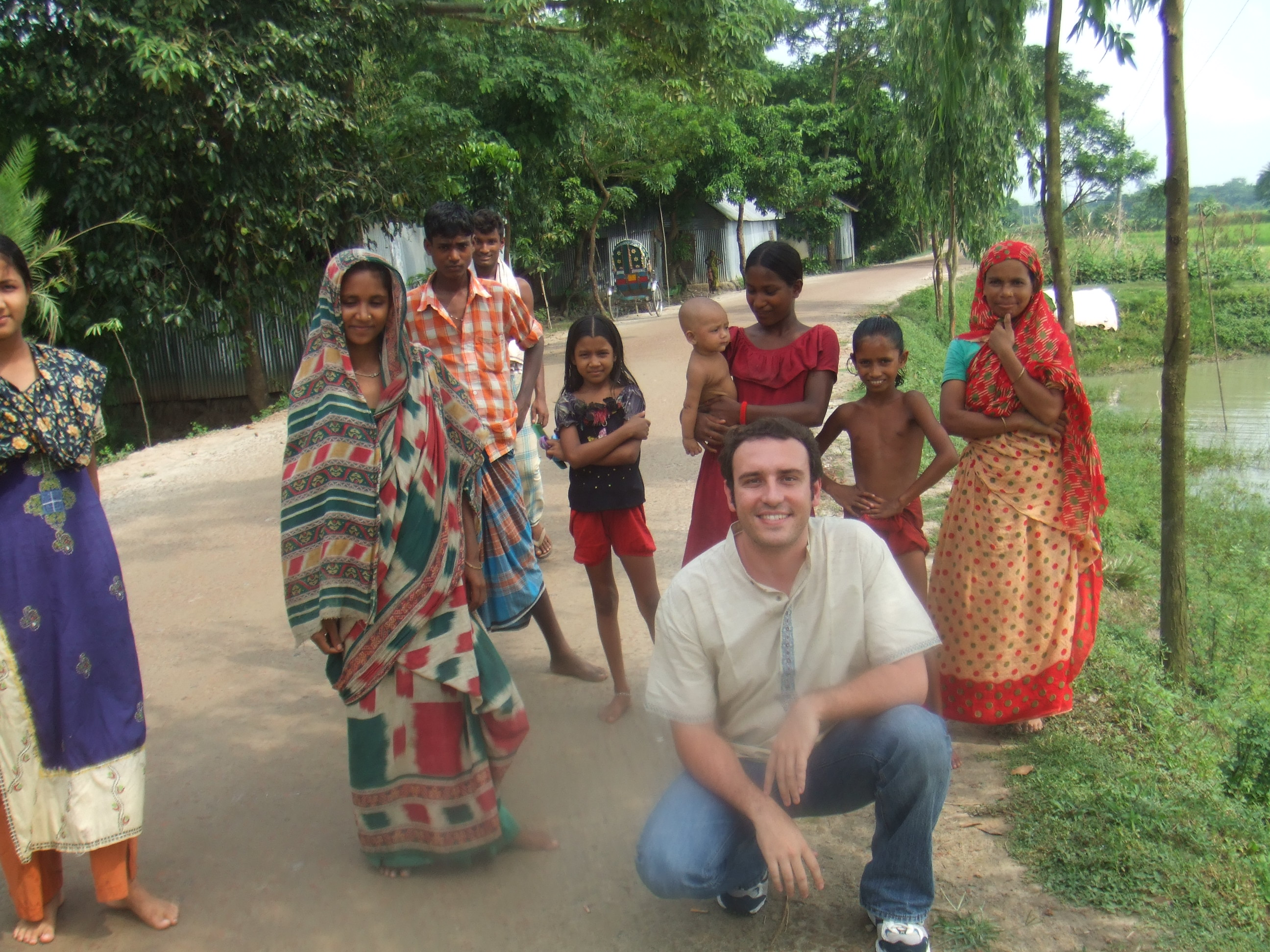
旅遊地理學
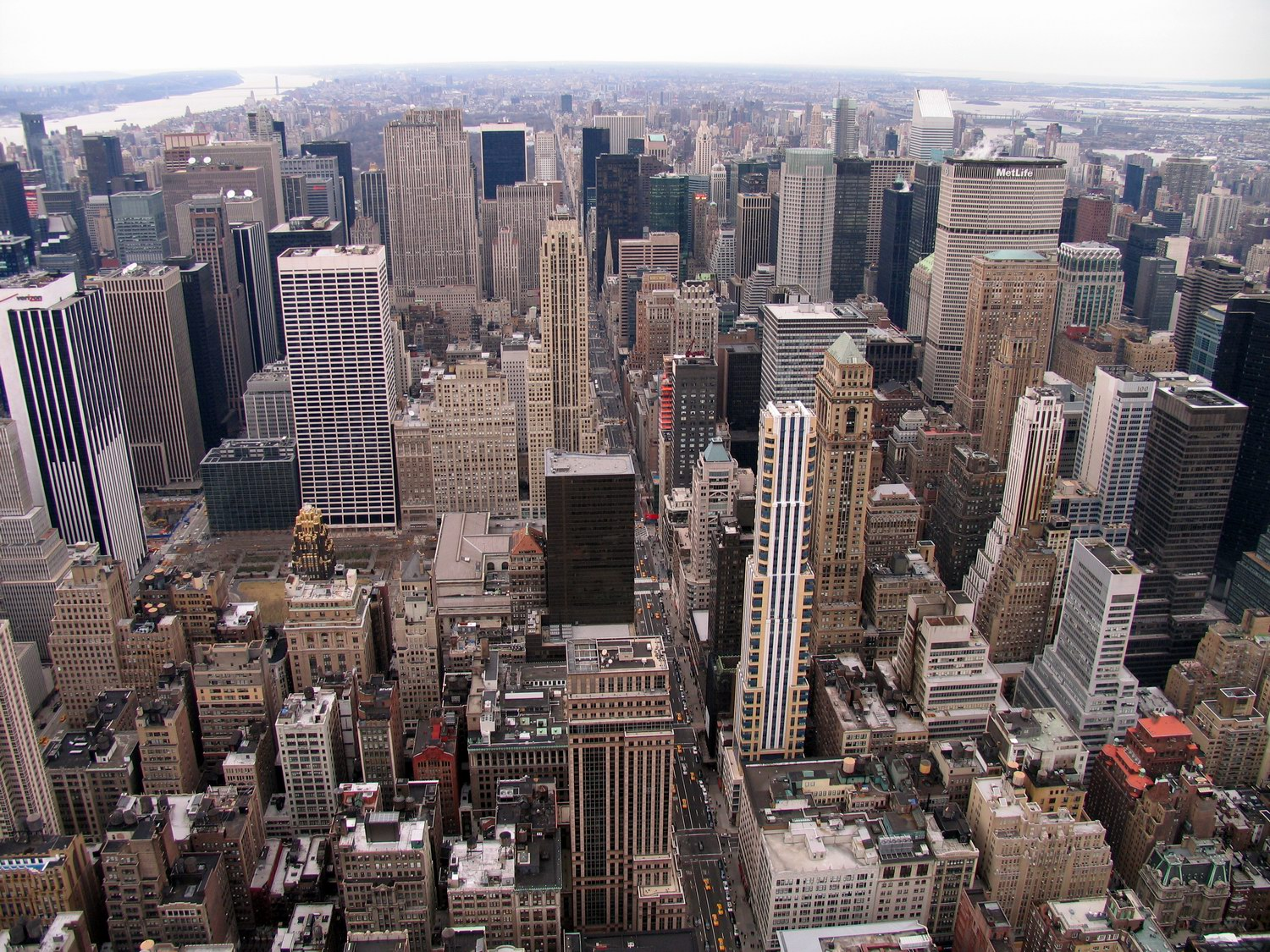
聚落地理學 及都市地理學
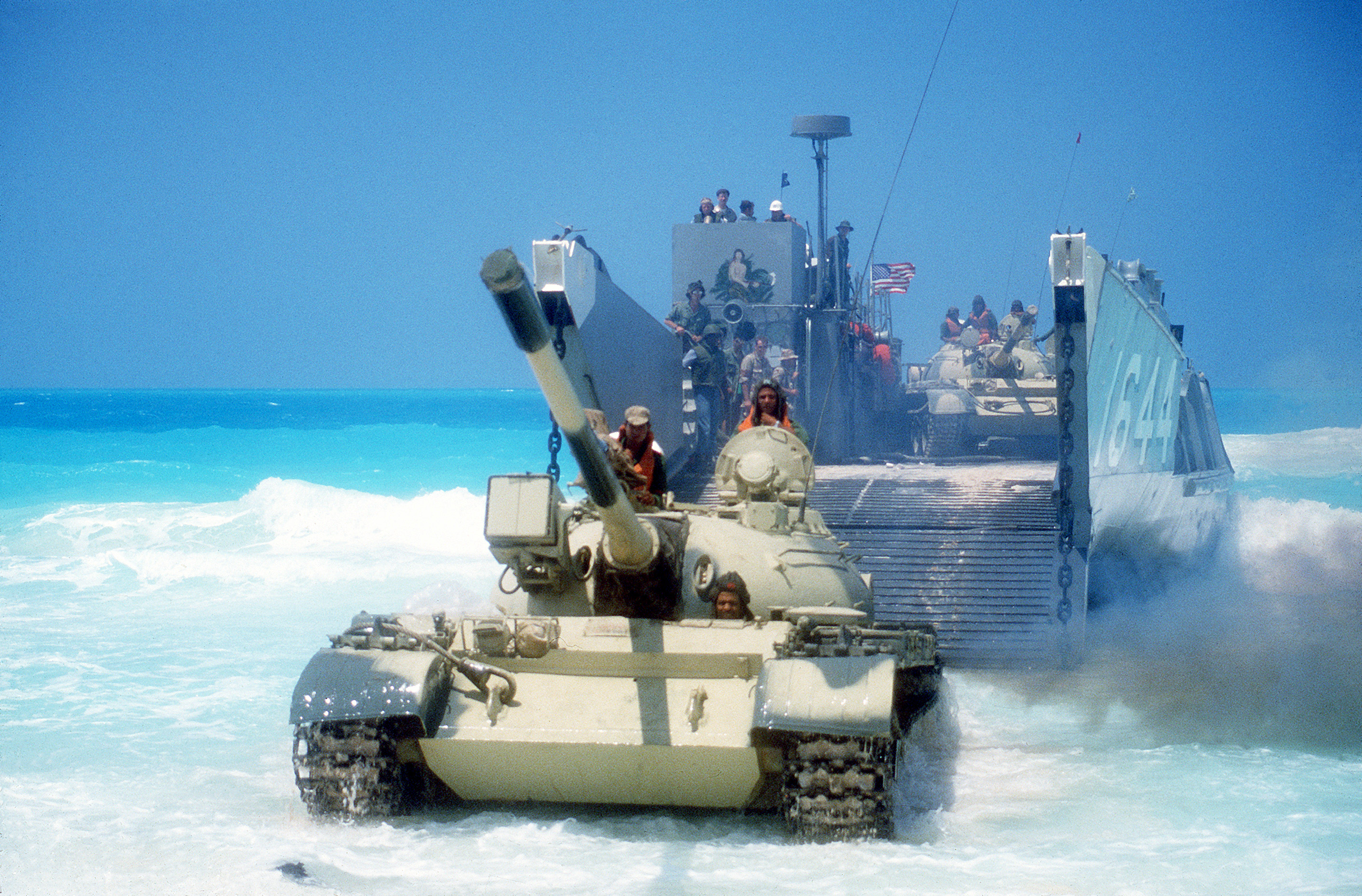
軍事地理學
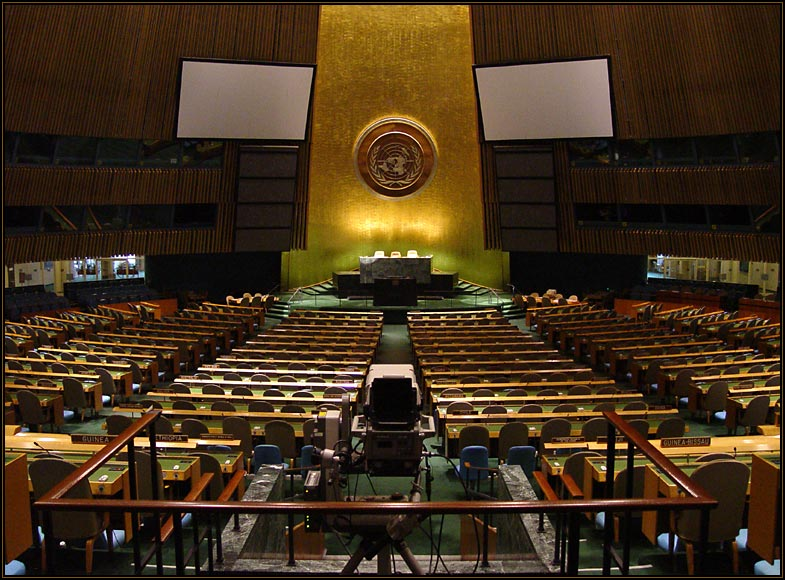
政治地理學 及地緣政治學
人種地理學

人類學問與日俱增，時有他學之新猷用於人文地理学研究，如：
- 行為地理學
- 地理知識學（Geosophy）
- 文化理論（英语：Culture theory）
- 音乐地理学
- 食品地理学
- 战略地理学

### 環境地理學

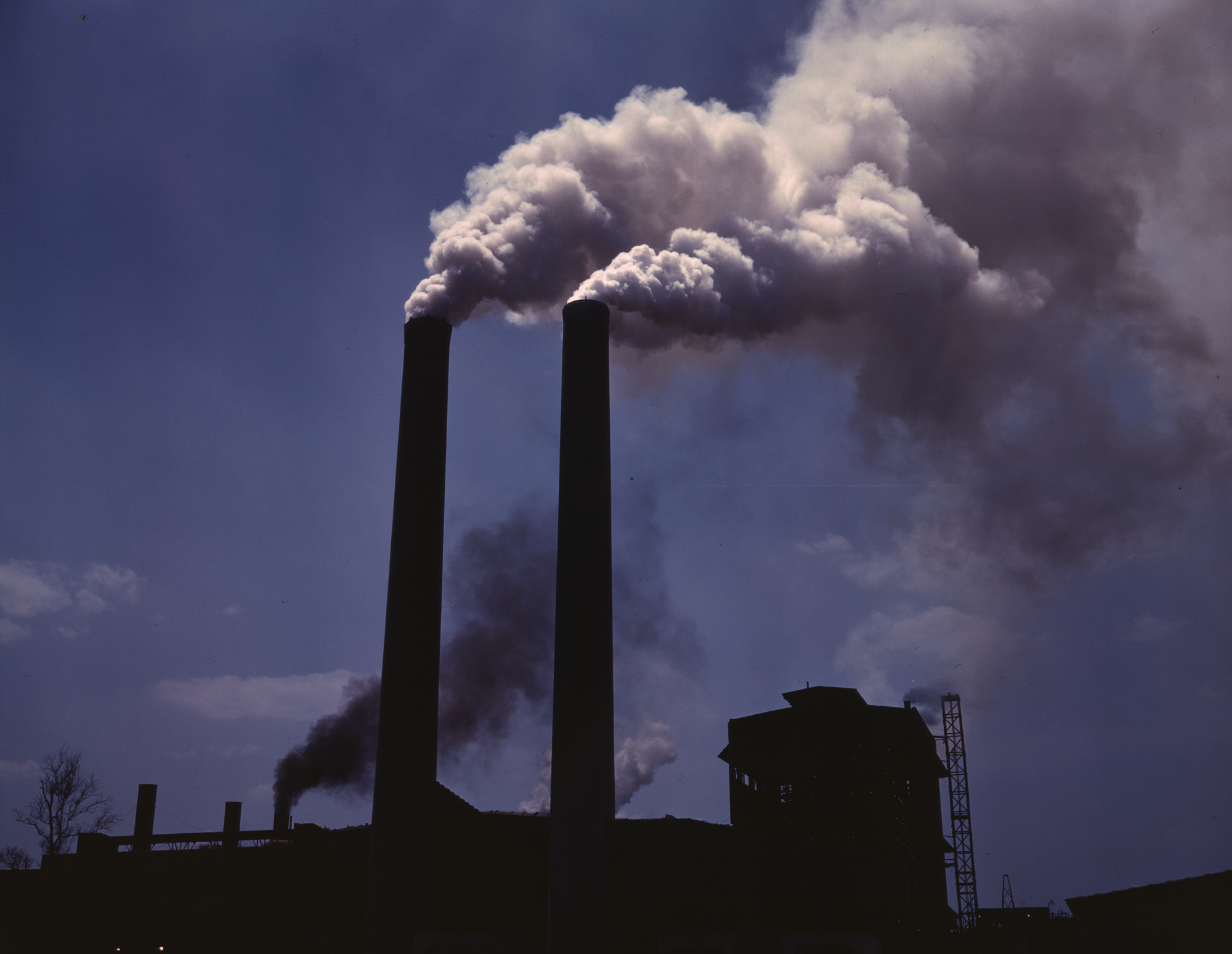
第二次世界大戰造成的空氣污染。

環境地理學從空間層面描述人類與大自然的關係，連結人文地理學和自然地理學。環境地理學不單牽涉兩者的學問，亦會從哲學層面，思考對人類有利的自然環境條件，使之概念化。
此外，全球化及科技發展（technological change）令人與環境的關係有所改變。環境地理學的研究範疇，如災害管理、環境管理、可持續性，生態政治學（ecopolitics），政治生態學（political ecology）等，則是為理解此轉變之法。

### 地球空间信息科学

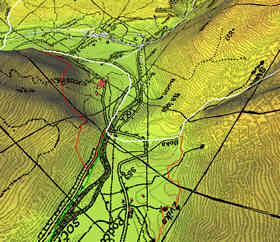
數值高程模型（Digital Elevation Model, DEM）

地球空间信息科学（geomatics）是地理學的一門分支，它在1950年代的地理學計量革命（quantitative revolution）中首先出現。地理資訊學包含利用地圖學及測繪學所使用的傳統空間技術及電腦應用。地理資訊學與其他利用地理資訊系統及遙感方法的學科一起成為一門普遍的科目。地理資訊學亦引起部分地理部門的復興，此現象特別在1950年代經歷地理部門衰退的北美洲更為顯著。
地理資訊學包含大範圍的學科包括空間分析，例如地圖學、地理資訊系統、遙感探測及全球定位系統。

### 區域地理學
區域地理學是地理學的一門分支，她研究地球上不同大小的區域。其主要目的是去理解或定義個別地區包含人類及自然因素的獨特性或特色。區域地理學的注意力亦有放在區域化（regionalization）上，包括運用適合的方法把空間分界成為區域。
區域地理學亦被認為是研究地理科學的必然方式（類似計量革命或批判地理學），詳細參見地理學歷史。

### 相關範疇
- 城市規劃，區域規劃（regional planning）及空間規劃（spatial planning）：利用地理科學幫助決定如何發展（或是不發展）土地去滿足特定條件，例如安全、美觀、經濟機會、保護建築或自然遺產等等。城市、城鎮及區域規劃可以被視為應用地理學。
- 区域科学：區域學在1950年代由沃爾特·艾薩德（Walter Isard）帶領而冒起，它提供一個更為以數據及分析作基礎的方法去面對地理學問題，而不是傳統地理學上以描述的趨向去面對。區域學包含的知識中空間向度（spatial dimension）扮演重要的角色，例如區域經濟學、資源管理（resource management）、區位理論、城市規劃、區域規劃、交通運輸、通訊、人文地理學、人口分布（population distribution）、景觀生態學及環境質素。
- 行星學：雖然地理學通常關注地球，但亦有可能非正式地用作描述其他世界的研究，例如太陽系的其他行星，甚至更遠。研究比地球更大的系統通常會形成部分天文學或宇宙學。其他行星的研究通常被稱為行星學。

### 其他分支学科
- 地名学
- 方志学
- 理论地理学

## 技術
因為空間的相互關係對於作為一門概要性科學（synoptic science）的地理學十分重要，所以地圖是一個主要工具。地理學分析除了利用經典的地圖學外，亦融合現代化的方法，即以電腦為基礎的地理信息系統（GIS）。
地理學家在其研究中使用四個相關的方法：
- 系統性（Systematic）- 組合地理學知識成為不同類別，從而全面探索。
- 區域性（Regional） - 在特定區域或位置層面去考證不同類別的系統性關係。
- 描述性（Descriptive）- 簡潔地確定總體及特點所在。
- 分析性（Analytical） - 探究地理區域中總體及特點出現在所在地的原因。

### 地圖學

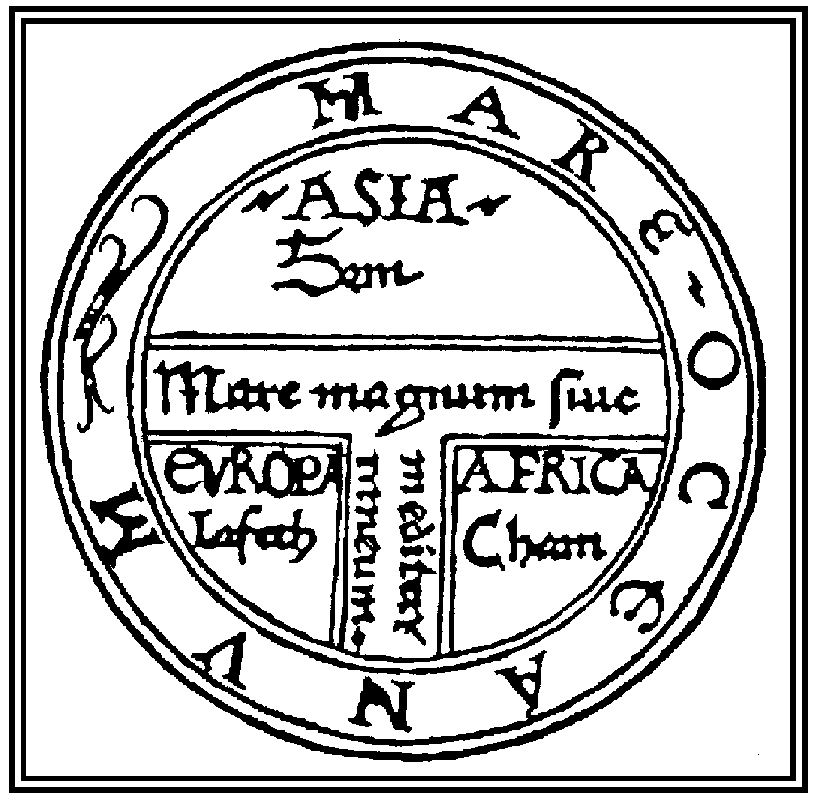
塞維爾聖伊西多爾（St. Isidore）
的世界TO地圖副本（1475）。

地圖學研究地球表面利用符號的表示方法（即地圖製作）。雖然其他分支學科需要利用地圖表示她們的分析，但是實際的地圖製作理論已經十分足夠從其他學科分別開來。地圖學由起草技術的集合成長為實際的科學。
地圖學家（Cartographers）必須學習認知心理學及人因工程學去理解那種符號表達地球的資訊最為有效，而學習行為心理學則可以引導地圖讀者對資訊作出行動。她們必須學習大地測量學及頗為高階的數學去理解地球的形狀如何影響地圖符號的變形，從而反映在平面上作觀察。地圖學可以毫無爭議地被視為地理學中的大型學科的種子。大部分地理學家在幼年時對地圖充滿幻想視為一個她們將會窮一生精力去追尋地理學的早期表徵。

### 地理資訊系統

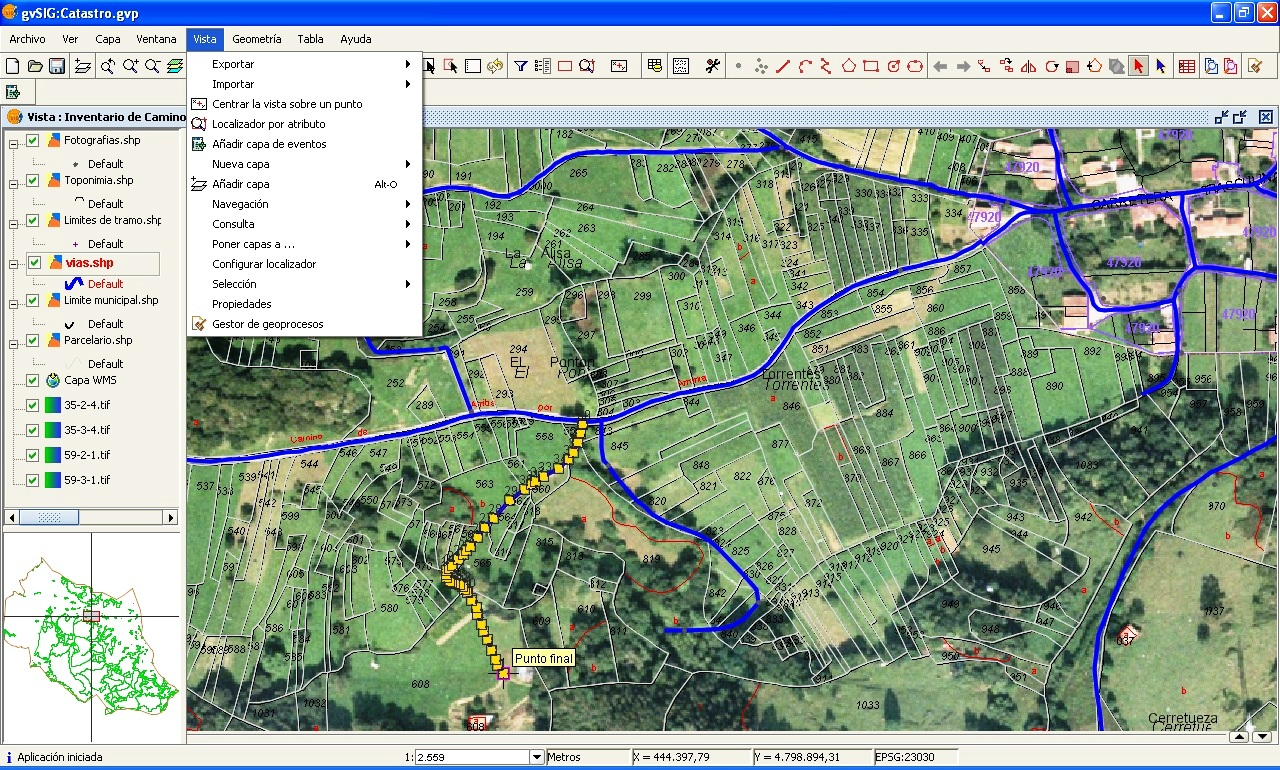
GvSIG地理信息系統

地理資訊系統（geographic information systems，GIS）處理並儲存高準確度的地球資訊在電腦內。除了其他地理學分支外，地理信息系統專家必須理解電腦科學及資料庫系統。地理資訊系統引起地圖學革命性的改變；幾乎所有的地圖製作現在都以地理資訊系統軟件幫助製成。GIS同時亦代表地理信息科学（Geographic Information Science），即利用地理資訊系統的軟件和技術去代表、分析及預測空間關係的科學。

### 遙測

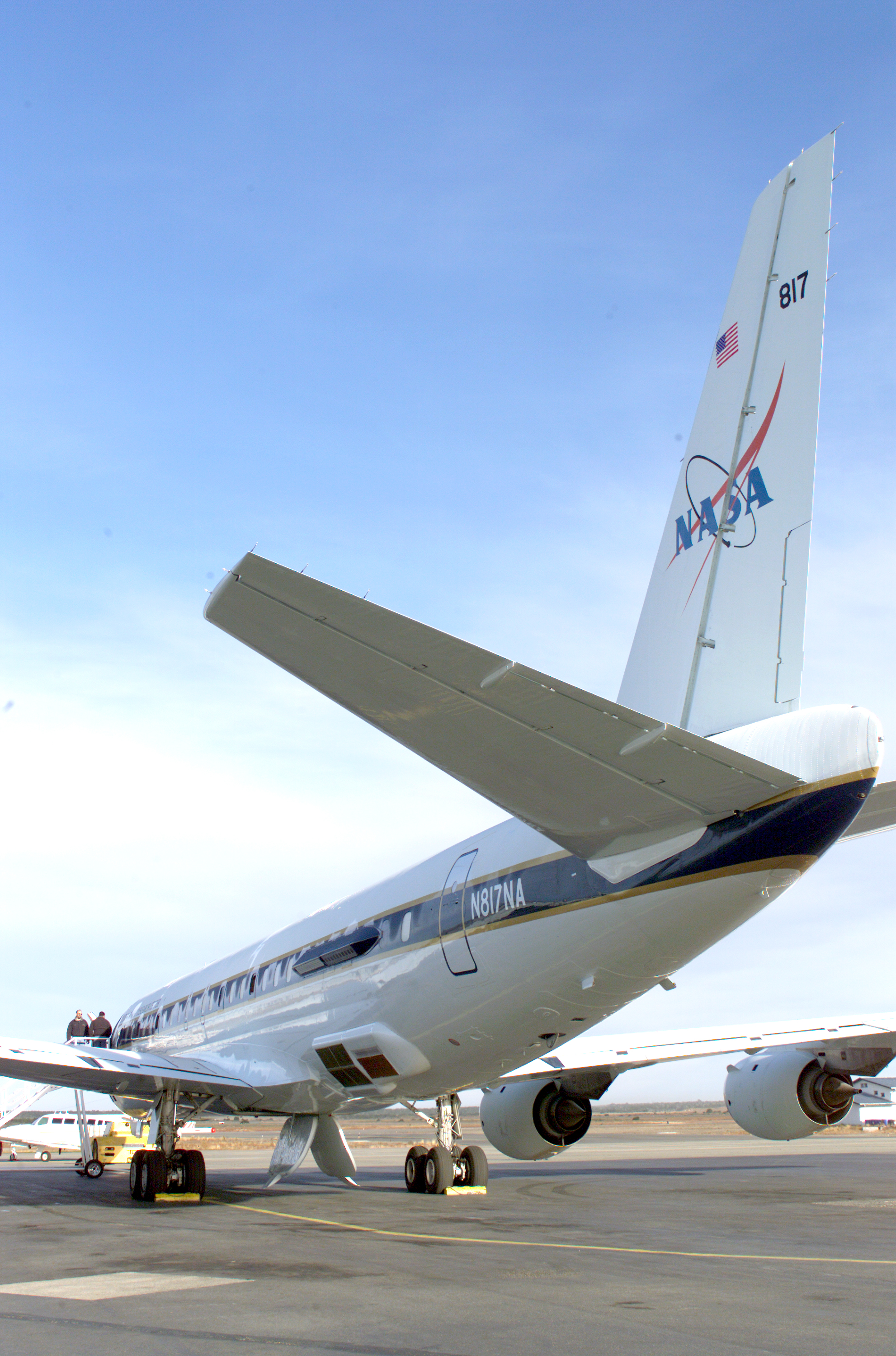
美國NASA裝載於一架DC-8飛機側面的‘AirSAR’合成孔徑雷達

遥感（remote sensing）可以被定義為一門取得從遠處量度出來的資訊的技術和科學。遙測的資訊由多方面而來，包括衛星地圖、航空攝影及手提感應器。地理學家不斷增加利用遙測去得出的地球表面、海洋及大氣資料。其原因為：
1. 遙測能夠提供多樣空間尺寸的資料（局部至全球）
2. 遙測能夠為關注地區提供一個概要觀點
3. 遙測能夠容許到達偏遠及難接近的地點
4. 遙測能夠提供電磁波譜中可見光外的光譜資料
5. 遙測能夠促進對於個別地點因為時間流逝而如何改變的研究

遙測得到的資料可以獨立分析或是與其他數碼資料層面（例如地理信息系統）一併分析。

### 地理數量方法
地質統計學（geostatistics）處理利用地理數量方法得出的資料，特別是應用統計學方法去探索地理現象。地質統計學被廣泛應用在眾多範疇包括：水文學、地質學、石油開採（petroleum exploration）、天氣分析、城市計劃、物流及流行病學。地質統計學的數學基礎來自數據聚類、區別分析（discriminant analysis）、無母數統計與及其他一眾科目。地質統計學的應用在地理信息系統，特別在未量度點的插值（估計）十分依賴。地理學家在地理數量技術中有顯著參與。

### 地理質性方法

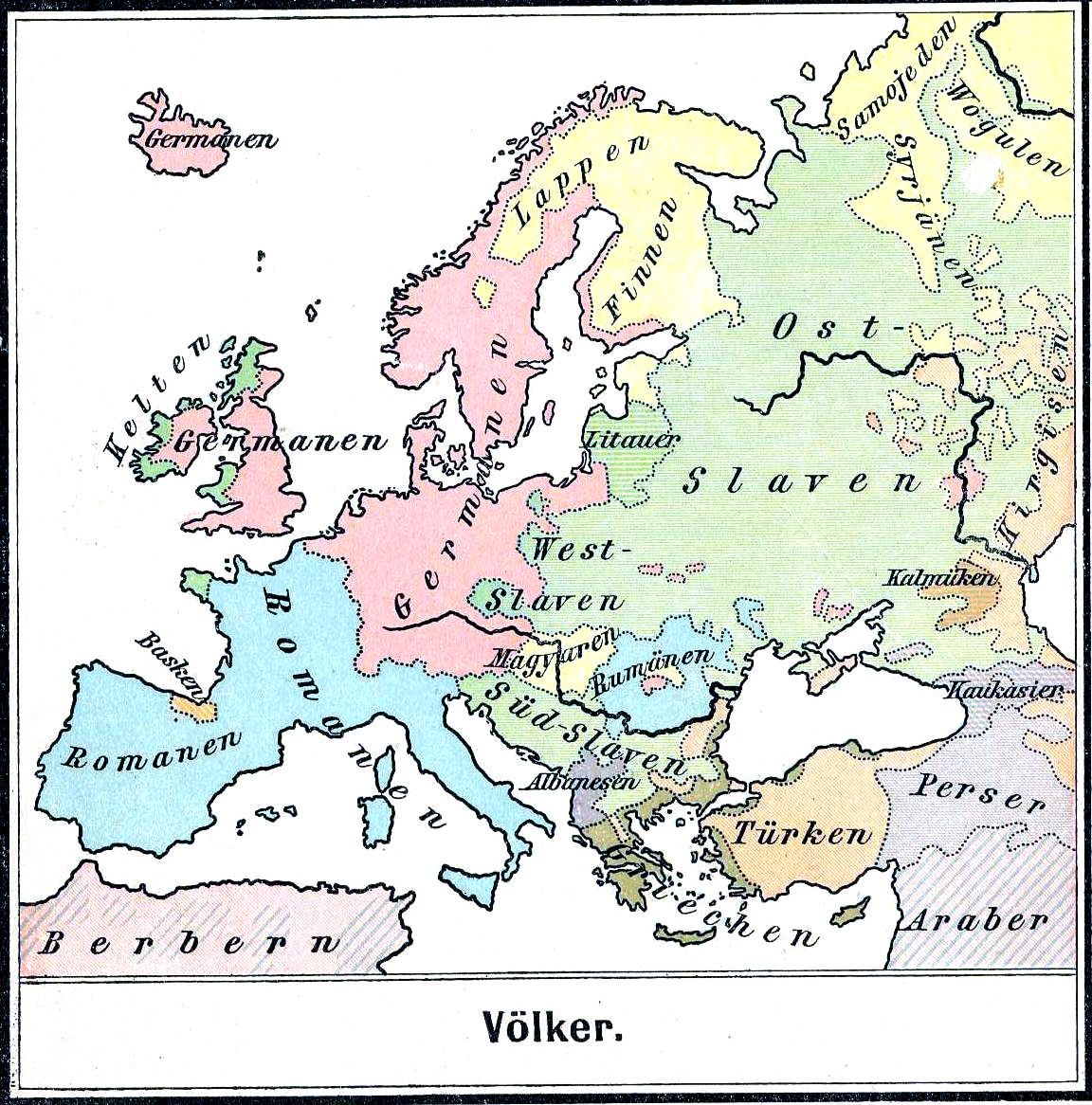
歐洲主要民族（1899）

地理質性方法（geographic qualitative methods），或民族誌學（ethnography）的研究技術被人文地理學家所採用。文化地理學有利用質性研究的傳統，而質性研究亦被人類學及社會學利用。人文地理學家透過參與觀察（Participant observation）及深入訪問取得質性資料。

## 歷史

阿那克西曼德出版的世界地圖的現今猜測

### 地理學的雛型
米利都的阿那克西曼德的構想被後期的希臘作家認為是地理學的始創人，而現在只能夠以其承繼者的片段才可以得知其一二。阿那克西曼德的貢獻包括發明晷針（Gnomon），一個雖然簡單但是她提供一個有效的希臘工具作為量度緯度。泰勒斯與阿那克西曼德亦因為預測日蝕而獲讚揚。地理學的基礎可以追溯至古代文化，例如古代、中世紀及近現代的中國歷史。最初以藝術與科學層面探索地理學的古希臘，則利用地圖學（詳見地圖學歷史History of cartography）、古希臘哲學、古希臘文學或數學（詳見數學史）等方面去探究地理學。

### 圓形世界理論
第一個指出地球為球體的人有究竟是巴門尼德或是畢達哥拉斯的爭議。阿那克薩哥拉雖然能夠利用解釋日蝕論證出地球是圓形，但他和其他當代學者一樣認為地球是平面的。埃拉托斯特尼是其中一個最初估計地球半徑的人。

### 經緯線系統及其進化

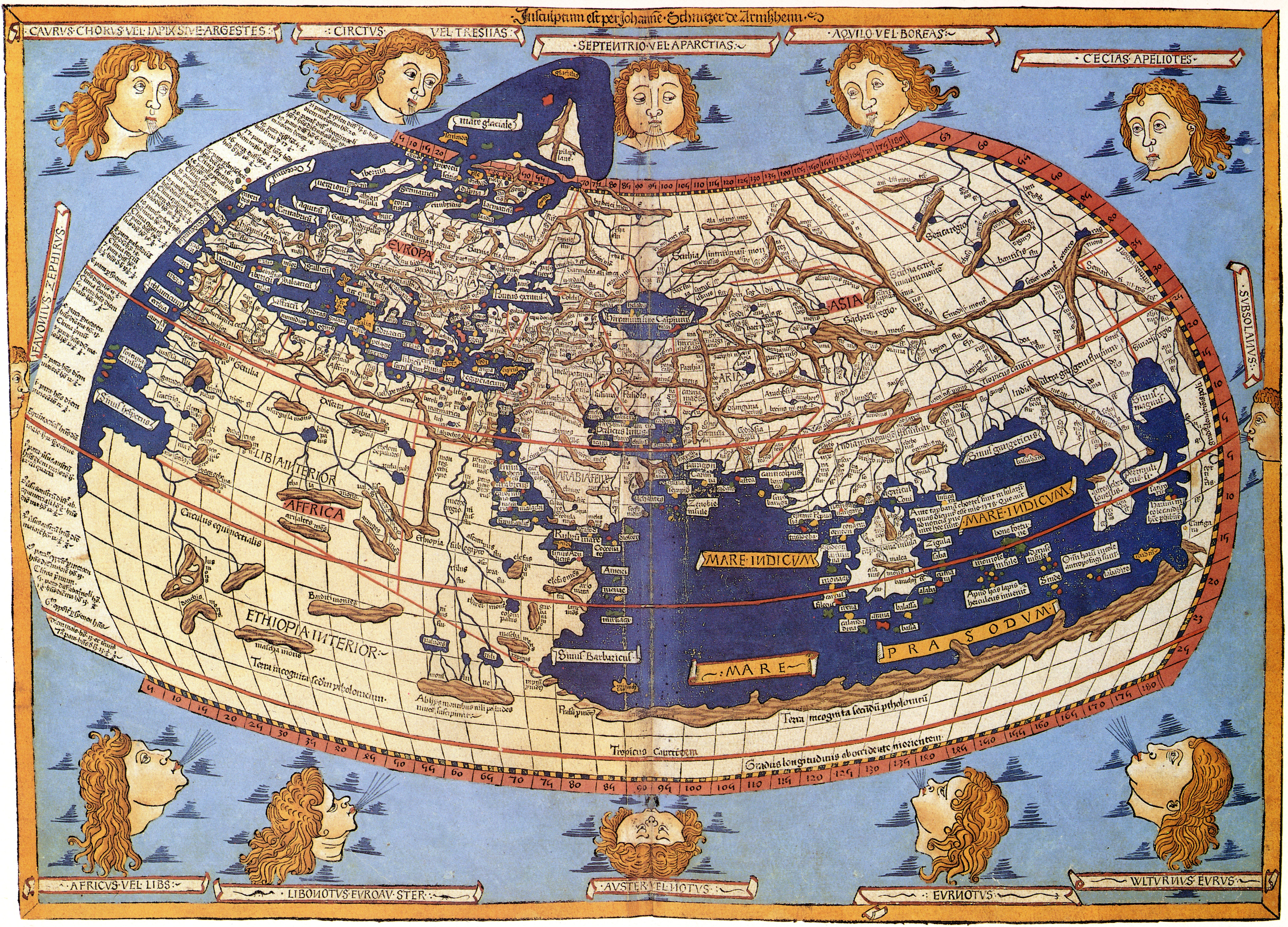
15世紀印刷的托勒密地圖展現出經緯線系統

第一個最初準確的經緯線系統被認為是喜帕恰斯。他利用巴比倫數學推演出一個六十進位法（sexagesimal）系統。經線及緯線被細分為360°，每度更被細分為60′（角分）。為了量度（不同位置的經度，他提出利用日蝕去決定相對時間的差距。羅馬帝國探索新地方時的廣泛製圖在以後提供一個高度的資訊性去給托勒密建構詳細的地圖集（atlas）。托勒密伸延喜帕恰斯的成果，在他製作的地圖上利用坐標網（grid system）及使用56.5英里作為一度。

### 伊斯蘭世界及中國所領導的地理學
羅馬帝國在中世紀瓦解時地理學的演化由歐洲轉移至伊斯蘭世界。學者包括製作詳細地圖的阿布·阿卜杜拉·穆罕默德·伊德里西（Abu Abd Allah Muhammad al-Idrisi）、伊本·巴圖塔、伊本·赫勒敦提供朝覲的詳細描述。另外，伊斯蘭學者翻譯和詮釋古羅馬和古希臘的早期著作，並在巴格達建立起智慧所（House of Wisdom）作為以上用途。三世紀直到13世紀，中國歷史上的地理學研究方法及地理學文學寫作都比起歐洲的大幅度地複雜很多。中國地理學家例如劉安、沈括、范成大、周達觀、徐霞客等寫出很多重要的專著，但是在17世紀後，西方的地理学觀念及方法大多都被中國所採用。

### 地理大發現
在16世紀至17世紀的地理大發現時期，探險家如克里斯托弗·哥倫布等發現及佔據新土地，需要令地理資料更為準確，與及一個更為堅固的理論基礎。由杰拉杜斯·麦卡托（Gerardus Mercator）和伯恩哈杜斯·瓦倫紐斯（Bernhardus Varenius）的著作《地理學概論》（Geographia Generalis）正正是新出現的科學化地理學的一流例子。

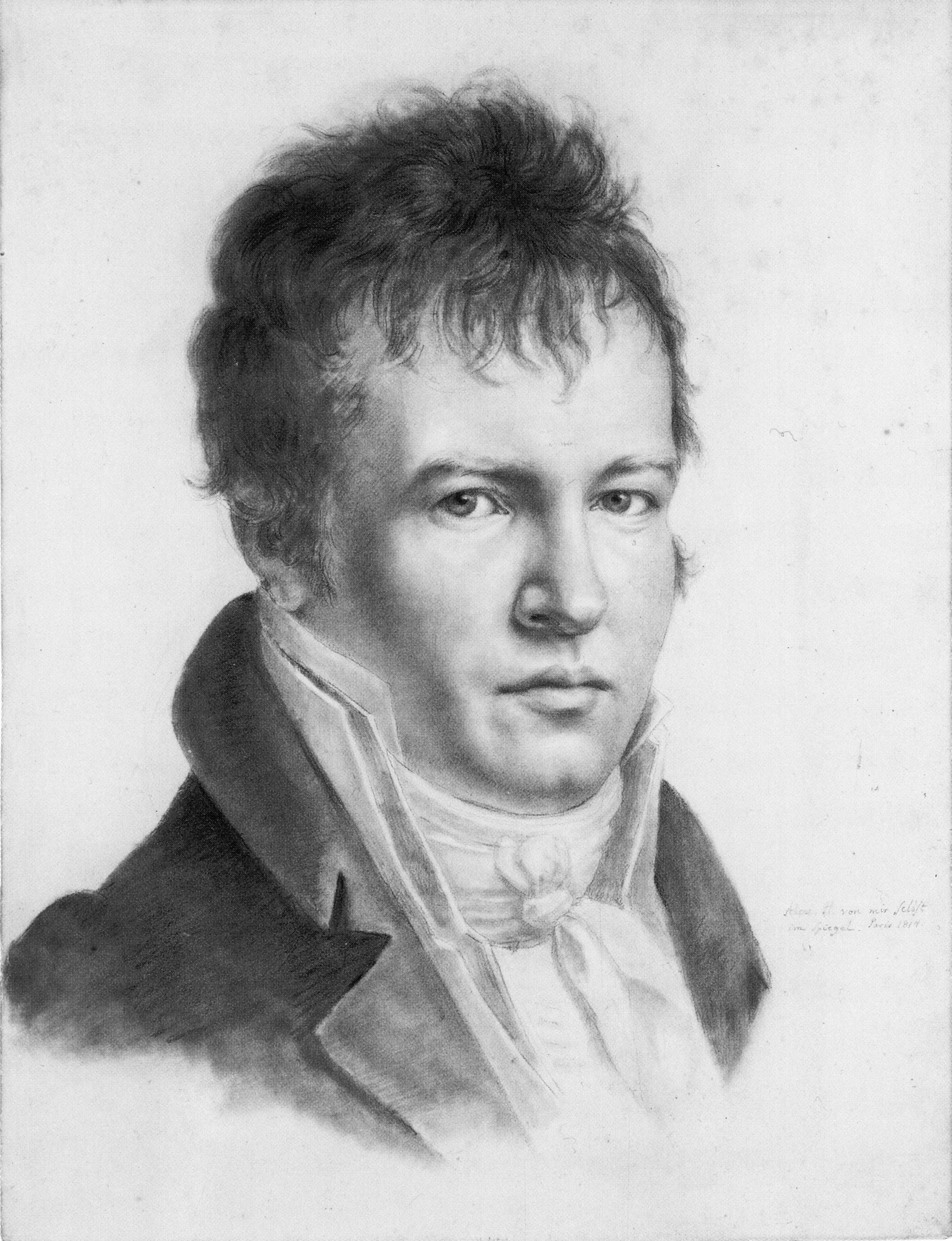
地理學先驅者亞歷山大·馮·洪堡的自畫像

### 眾多地理學協會的成立
地理學在18世紀及19世紀被認同為一個獨立學術科目，並成為歐洲（特別是巴黎及柏林）大學的一門經典課程。19世紀期間眾多地理學協會發展起來，包括1821年成立的巴黎地理學會（Société de Géographie）、1830年成立的皇家地理學會（Royal Geographical Society）、1845年成立的俄羅斯地理學會（Russian Geographical Society）、1851年成立的美國地理學會（American Geographical Society）與及1888年成立的國家地理學會。伊曼努爾·康德、亞歷山大·馮·洪堡、卡爾·李特爾及维达尔·白兰士（Paul Vidal de la Blache）的影響可以被視為地理學由哲學轉變為學術科目的一個轉捩點。

### 跨學科間連接的加強
在經歷兩個世紀的科技進步如電腦等引致地理資訊學的發展和引進新方法如參與觀察及地質統計學作為地理研究的工具。在20世紀的西方，地理學科經歷四個過程：環境決定論、區域地理學、計量革命及批判地理學。因為地球科學追求以一個全面涵蓋的視界理解世界的關係，跨學科連接在地理學、地質學、經濟學、社會學、人口統計學間大量加強。

## 部分有影響力的地理學家

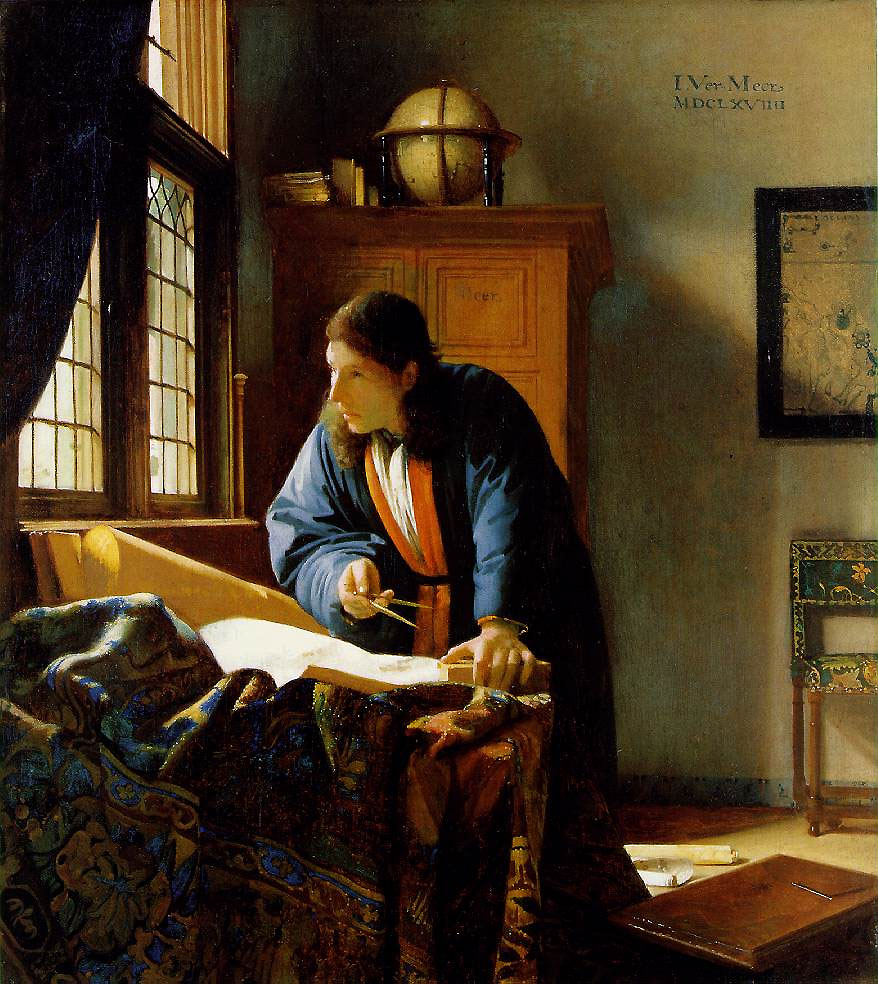
扬·弗美尔所繪的《地理学家》

- 埃拉托斯特尼（Ερατοσθένης，前276年－前194年）：主要貢獻為設計出經緯度系統以及計算出地球直徑大小。
- 克劳狄乌斯·托勒密（Κλαύδιος Πτολεμαῖος，約90年－168年）：編譯希臘及羅馬知識而成著作《地理學指南》。
- 杰拉杜斯·麦卡托（Gerardадщвus Mercator，1512年－1594年）：創新的地圖學家，其貢獻為發明麥卡托投影法。
- 亞歷山大·馮·洪堡（Alexander von Humboldt，1769年－1859年）：被視為現代地理學之父之一，出版《宇宙》及創立地理學的分支。
- 卡爾·李特爾（Carl Ritter，1779年－1859年）：被視為現代地理學之父之一。穩佔柏林洪堡大學第一把交椅。
- 阿諾德·亨利·蓋奧特（英语：Arnold Henry Guyot）（1807年－1884年）：在冰川結構、冰川運動，特別是快速冰流（英语：Ice stream）的高度認識享譽盛名。
- 威廉·莫里斯·戴維斯（William Morris Davis，1850年－1934年）：美國地理學之父及侵蝕輪迴說（cycle of erosion）的發展者。
- 维达尔·白兰士（Paul Vidal de la Blache，1845年－1918年）：法國地質政治學學校創辦人及近代地理學奠基人。
- 哈尔福德·麦金德爵士（1861年－1947年）：倫敦政治經濟學院的共同創辦人，之後幫助創立英國地理協會（英语：Geographical Association）以及雷丁大學，並成為英國地理協會會長，《歷史的地理樞紐（英语：The Geographical Pivot of History）》及心臟地帶（Heartland）理論作者。
- 瓦爾特·克里斯塔勒（Walter Christaller，1893年－1969年）：人文地理學家及中心地理論發明者。
- 段義孚（Yi-Fu Tuan，1930年－）：美籍華人學者，開展人本主义地理学（Humanistic Geography）作為一個學科。
- 大卫·哈维（David Harvey，1935年－）：馬克思主義地理學家，空間及城市地理學理論作者。
- 邁克爾·弗蘭克斯·古特柴爾德（Michael Frank Goodchild，1944年－）：著名地理信息系統學者以及在2003年獲頒皇家地理學會（Royal Geographical Society）創會獎項。
- 奈傑爾·思瑞夫特（英语：Nigel Thrift）（1949年－）：非表象理論（英语：Non-representational theory）發起人。